# Абдель Вахид аль-Саед
Абдель Вахид аль-Саед (араб. عبد الواحد السيد‎; род. 3 июня 1977, Тала, Минуфия) — египетский футболист, вратарь. Он играл за «Замалек» и за национальную сборную Египта. Был участником Кубка африканских наций в национальной сборной Египта в 2002, 2004, 2006 и 2010 годах. Он помог «Замалеку» выиграть Лигу чемпионов КАФ 2002. Дебют в национальной сборной Египта в 2003 году против национальной сборной Франции. Он был назван лучшим вратарём в Египте в сезоне 2002/03. Абдель считается[кем?] одной из легенд клуба «Замалек», в котором он играл с 1997 по 2014 год.

## Достижения

### Командные
«Замалек»
- Чемпион Египта (3):2000/01,2002/03,2003/04
- Обладатель Кубка Египта (5): 1998/99,2001/2002,2007/2008,2012/2013,2013/2014
- Обладатель Суперкубка Египта (2): 2001,2002
- Обладатель Кубка обладателей кубков КАФ (1): 2000
- Победитель Лиги чемпионов КАФ (2):1996,2002
- Обладатель Суперкубка КАФ (2): 1997,2003
- Победитель Арабской лиги чемпионов (1): 2003
- Обладатель Кубка Президента Египта (1): 2003
- Обладатель Афро-Азиатского кубка (1): 1997
- Итого: 18 трофеев

Сборная Египта
- Обладатель Кубка Африканских наций (2): 2006,2010
- Итого: 2 трофея

### Личные
- Лучший вратарь года в Египте 2003
- Лучший вратарь в Лиге чемпионов КАФ 2002